# Bahnstrecke Oschersleben–Schöningen
| Empfangsgebäude des Personenbahnhofs Oschersleben Nordwest der Kleinbahn, westlich des Staatsbahnhofs |                                      |                                             |                                             |
| Kursbuchstrecke: | 184 e (1934), 206 b (1944), 715 (DR) |                                             |                                             |
| Streckenlänge: | 24,1 km                              |                                             |                                             |
| Spurweite: | 1435 mm (Normalspur)                 |                                             |                                             |
| Minimaler Radius: | 250 m                                |                                             |                                             |
| |                                      |                                             |                                             |
| \| \| \| von Magdeburg Hbf \| \| \| \| 0,0 \| Oschersleben Nord (Güterbahnhof der OSE) \| Oschersleben Nord (Güterbahnhof der OSE) \| \| \| \| nach Thale Hbf \| \| \| \| \| Braunkohlegrube Marie Louise \| \| \| \| 3,4 0,0 \| Oschersleben (Bode) Nordwest \| Oschersleben (Bode) Nordwest \| \| \| \| nach Wolfenbüttel \| \| \| \| 4,0 \| Hornhausen \| Hornhausen \| \| \| 5,3 \| Hornhausen Nord \| Hornhausen Nord \| \| \| 10,7 \| Ottleben \| Ottleben \| \| \| 12,6 \| Ausleben \| Ausleben \| \| \| 15,5 \| Barneberg \| Barneberg \| \| \| 17,2 \| Kauzleben \| Kauzleben \| \| \| 19,7 \| Hötensleben \| Hötensleben \| \| \| \| Landesgrenze Sachsen-Anhalt – Niedersachsen \| \| \| \| \| von Braunschweig Nordost \| \| \| \| \| von Börßum \| \| \| \| 24,1 \| Schöningen Süd \| Schöningen Süd \| \| \| \| nach Helmstedt \| \| |                                      |                                             |                                             |
| Strecke |                                      | von Magdeburg Hbf                           | von Magdeburg Hbf                           |
| Bahnhof | 0,0                                  | Oschersleben Nord (Güterbahnhof der OSE)    | Oschersleben Nord (Güterbahnhof der OSE)    |
| Abzweig ehemals geradeaus und nach links |                                      | nach Thale Hbf                              | nach Thale Hbf                              |
| Abzweig geradeaus und nach rechts (Strecke außer Betrieb) |                                      | Braunkohlegrube Marie Louise                | Braunkohlegrube Marie Louise                |
| Bahnhof (Strecke außer Betrieb) | 3,4 0,0                              | Oschersleben (Bode) Nordwest                | Oschersleben (Bode) Nordwest                |
| Abzweig geradeaus und nach links (Strecke außer Betrieb) |                                      | nach Wolfenbüttel                           | nach Wolfenbüttel                           |
| Bahnhof (Strecke außer Betrieb) | 4,0                                  | Hornhausen                                  | Hornhausen                                  |
| Bahnhof (Strecke außer Betrieb) | 5,3                                  | Hornhausen Nord                             | Hornhausen Nord                             |
| Bahnhof (Strecke außer Betrieb) | 10,7                                 | Ottleben                                    | Ottleben                                    |
| Bahnhof (Strecke außer Betrieb) | 12,6                                 | Ausleben                                    | Ausleben                                    |
| Haltepunkt / Haltestelle (Strecke außer Betrieb) | 15,5                                 | Barneberg                                   | Barneberg                                   |
| Bahnhof (Strecke außer Betrieb) | 17,2                                 | Kauzleben                                   | Kauzleben                                   |
| Bahnhof (Strecke außer Betrieb) | 19,7                                 | Hötensleben                                 | Hötensleben                                 |
| Grenze (Strecke außer Betrieb) |                                      | Landesgrenze Sachsen-Anhalt – Niedersachsen | Landesgrenze Sachsen-Anhalt – Niedersachsen |
| Abzweig geradeaus und von links (Strecke außer Betrieb) |                                      | von Braunschweig Nordost                    | von Braunschweig Nordost                    |
| Abzweig geradeaus und von links (Strecke außer Betrieb) |                                      | von Börßum                                  | von Börßum                                  |
| Bahnhof (Strecke außer Betrieb) | 24,1                                 | Schöningen Süd                              | Schöningen Süd                              |
| Strecke (außer Betrieb) |                                      | nach Helmstedt                              | nach Helmstedt                              |

Die Bahnstrecke Oschersleben–Schöningen war eine Nebenbahn in Sachsen-Anhalt und Niedersachsen. Sie führte von Oschersleben nach Schöningen. 

## Geschichte

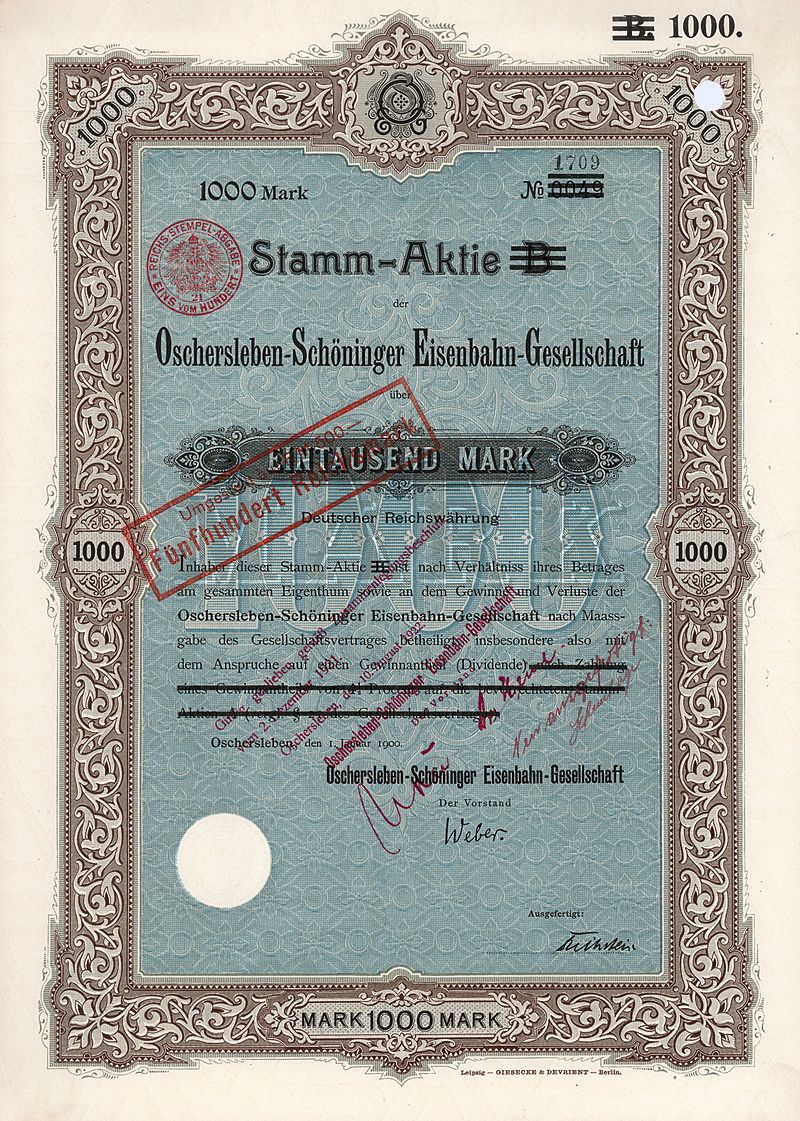
Aktie über 1000 Mark der Oschersleben-Schöninger Eisenbahn-Gesellschaft vom 1. Januar 1900

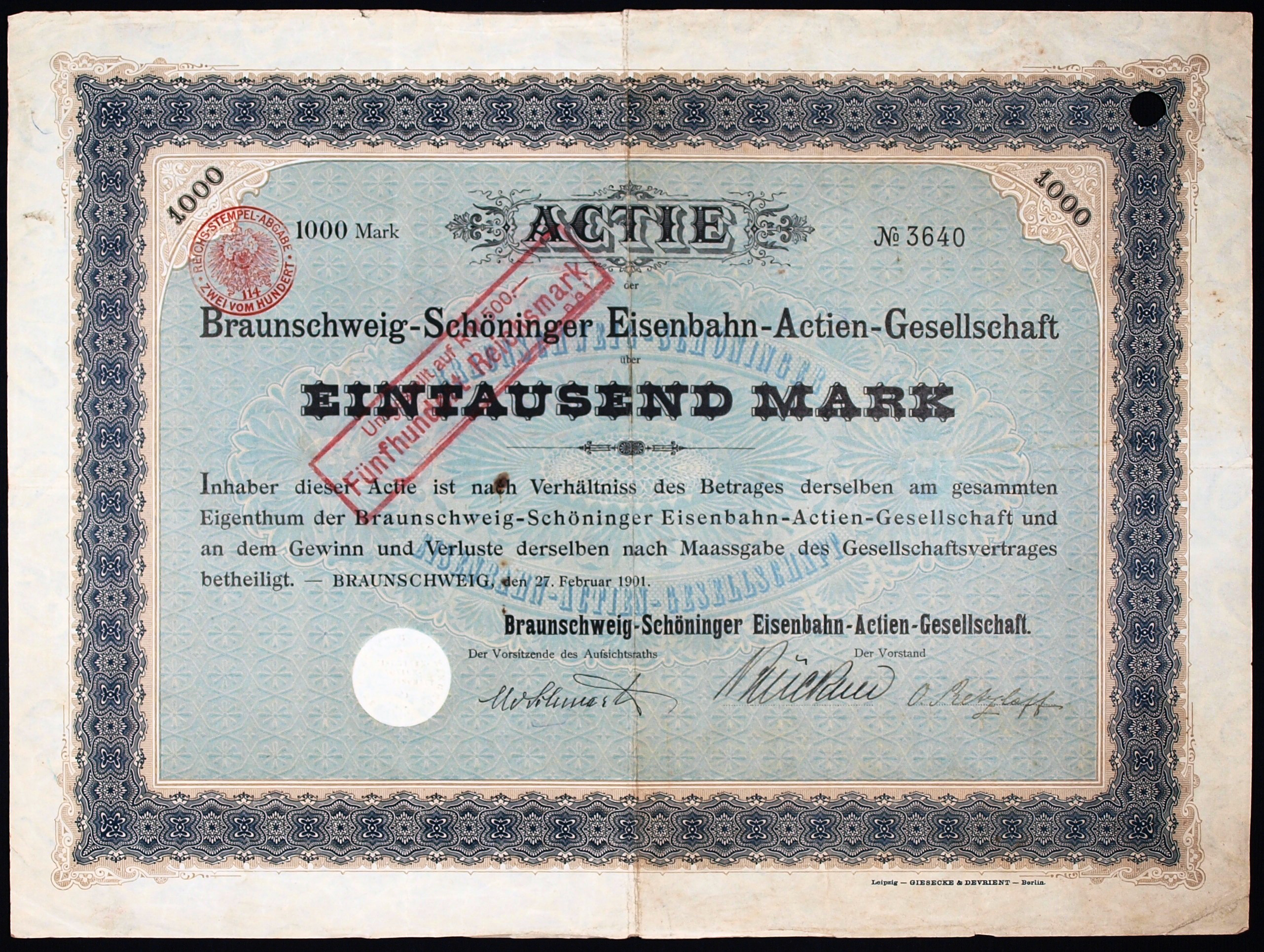
Aktie über 1000 Mark der Braunschweig-Schöninger Eisenbahn-AG vom 27. Februar 1901

Die Oschersleben-Schöninger Eisenbahn-Gesellschaft (OSE) eröffnete am 20. Dezember 1899 den Personenverkehr auf der 24 km langen, normalspurigen Bahnstrecke. Diese ging von der ehemaligen Kreisstadt Oschersleben (Bode) im heutigen Landkreis Börde in Sachsen-Anhalt aus, die damals zur preußischen Provinz Sachsen gehörte. Sie führte in nordwestlicher Richtung bis zur niedersächsischen Stadt Schöningen, die damals im Herzogtum Braunschweig lag. Güterzüge fuhren schon seit dem 2. November 1899. 1895 waren entsprechende Staatsverträge zwischen Preußen und Braunschweig abgeschlossen worden, worauf von beiden Ländern die Konzession erteilt wurde.
Die Aktienmehrheit lag anfangs in den Händen der Westdeutschen Eisenbahn-Gesellschaft und ging 1928 auf die AG für Verkehrswesen über. Daher führten auch deren Töchter den Betrieb; anfangs die Firma Lenz & Co., ab 1915 die Braunschweig-Schöninger Eisenbahn-Actien-Gesellschaft, mit der in Schöningen unmittelbare Gleisverbindung bestand, was auch zeitweise zu durchgehenden Zügen von Braunschweig bis Oschersleben führte.
Seit dem 1. April 1932 führte die Allgemeine Deutsche Eisenbahn-Betriebs-GmbH (ADEG) den Betrieb, bis die überwiegend in der sowjetischen Zone liegende Bahn 1947 den Sächsischen Provinzbahnen GmbH übergeben wurde. Von dort kam sie am 1. Januar 1950 zur Deutschen Reichsbahn, die den Verkehr bis zum 22. Dezember 1969 aufrechterhielt. Die gesamten Gleise wurden anschließend bis auf ein zur Bedienung verbliebener Gleisanschlüsse genutztes Teilstück auf Oscherslebener Gebiet abgebaut. 
Der Abschnitt Hötensleben–Schöningen war wegen der Grenzziehung schon seit Kriegsende 1945 dauerhaft unterbrochen und ist auf westlicher Seite bald nach 1945 abgebaut worden. 
Durch den Braunkohleabbau bei Hötensleben, Kauzleben und Neindorf gab es regen Güterverkehr. Die Grube Marie Louise bei Neindorf (heute ein Stadtteil von Oschersleben) sowie zwei Gruben im Bereich des Bahnhofs Kauzleben besaßen eigene Anschlussbahnen. Über die Braunschweig-Schöninger Eisenbahn, mit der man sich den Bahnhof Schöningen Süd teilte, gab es direkte Züge nach Braunschweig. 
Im Personenverkehr gab es werktags meist um die fünf Züge, sonntags entsprechend weniger. Zusätzliche Züge verkehrten zwischen Hötensleben und Schöningen. Auch nach der Grenzziehung fuhren auf dem verbliebenen Stück zuletzt fünf Züge.

## Reaktivierung
Seit 2020 wird der langfristige Neubau des Abschnitts Schöningen–Hötensleben durch den Regionalverband Großraum Braunschweig als finale Option im Rahmen der SPNV-Reaktivierung Helmstedt–Schöningen erwogen. Diese ist jedoch nur dann diskutabel, wenn sich die Reaktivierung des Abschnitts Helmstedt–Schöningen als wirtschaftlich erweist.